# Прапор Докучаєвська
Міськи́й пра́пор Докучаєвська — офіційний символ міста Докучаєвськ  затверджений 26 березня 2003 р. рішенням №4/9-19 сесії міської ради.
Автори — В.Мартиненко, О.Киричок.

## Опис
Прямокутне жовте полотнище зі співвідношенням сторін 2:3 поділене навкісними зеленими смугами. В центрі — червоний щиток з дубом природного кольору.